# Cultura de la pobreza
Cultura de la pobreza es un concepto antropológico —dentro de la teoría social— creado por el antropólogo Oscar Lewis mientras estudiaba los problemas de la gente que vive en chabolas y barrios urbanos. En su estudio (1961-1966) Lewis describió a los pobres de las ciudades de México, Nueva York y Lima. Para Lewis, la cultura de la pobreza o la subcultura de la pobreza es un estilo o modo de vida, con sus propias estructuras y razones, que se transmite de generación en generación a través de la socialización familiar.
Los aspectos básicos, según el estudio de Lewis, de lo que él llamó la cultura de la pobreza, son:
- Desvinculación de la sociedad en su conjunto y de los valores de la clase media;
- Hostilidad hacia las instituciones vinculadas a las clases dominantes, como la policía, el gobierno y la iglesia;
- Alto gregarismo, pero falta de organización social;
- Fuerte sentido de fatalismo, indefensión, dependencia e inferioridad;
- Fuerte orientación hacia vivir el presente sin una planificación del futuro.

George Foster y Oscar Lewis han mantenido que hasta cierto punto, la cultura de la pobreza constituye una respuesta racional a unas condiciones objetivas de impotencia y pobreza. Pero también afirman que una vez surge, la cultura de la pobreza suele perpetuarse pasando de padres a hijos, con lo cual las nuevas generaciones no están psicológicamente preparadas para aprovechar todas las oportunidades de progreso que puedan aparecer en el transcurso de sus vidas.
Lewis propuso en su estudio que solo un 20 por ciento de los pobres urbanos tienen en realidad la cultura de la pobreza, y que el 80 por ciento restante vivían bajo condiciones infraestructurales, pero sin estar condicionados por los factores psicológicos que encierra la cultura de la pobreza. 
El concepto de cultura de la pobreza expuesto por Lewis, ha sido objeto de fuertes críticas por parte de otros antropólogos.
Socialmente, atribuir la pobreza a valores de los que cabe responsabilizar a los mismos pobres es una manera de tranquilizar la conciencia.
La tendencia a culpar a los mismos pobres de su situación no es una idea privativa de los miembros de las clases medias y altas. Los mismos pobres son a menudo defensores del punto de vista de que si una persona realmente quiere trabajar, siempre encontrará algún empleo.
Para el antropólogo Marvin Harris, esta forma de entender el mundo, demuestra escasa comprensión de las condiciones político-económicas que hacen la pobreza inevitable para algunos. Lo que hay que ver como un sistema, se aprecia como fallos, motivos y opciones personales.